# Kompromat
Inom rysk politik är kompromat (ryska: компромат, förkortning för компрометирующий материал, vilket betyder "komprometterande material") komprometterande material, det vill säga information som misstänkliggör politiker eller andra offentliga personer och som kan användas för att skapa negativ publicitet, fungera som grund för utpressning eller tvinga fram lojaliteter. Kompromat kan vara inhämtat via olika säkerhetstjänster eller vara fingerad för att sedan publiceras genom statliga kanaler eller annan media. Ett utbrett bruk av kompromat har karaktäriserat politiken i Ryssland och andra före detta sovjetiska stater.